# Декларація дипломатичної місії УНР 1919
Декларація дипломатичної місії УНР у Варшаві від 2 грудня 1919 — документ, який зафіксував результати переговорів дипломатичної місії, очолюваної заступником голови Ради народних міністрів Української Народної Республіки А. Лівицьким, з делегацією польського уряду (жовтень–листопад 1919).
У центрі дискусій опинилося питання встановлення кордонів між обома державами. Попередньо місія отримала наказ уряду відкласти розгляд цього питання до звільнення території України, але на той випадок, якщо це питання все-таки буде порушено на переговорах, дипломатичній місії надавалися повноваження погодитися на умовне, до скликання українського парламенту, підпорядкування Польській республіці лише Холмщини та Підляшшя, а щодо статусу Східної Галичини, то будь-яких поступок не повинно було робитися і цю справу мали передати на розгляд Паризькій мирній конференції 1919–1920. Однак польська сторона, скориставшись тогочасним катастрофічним військово-політичним становищем України, змусила місію Української Народної Республіки піти на істотні поступки. У декларації висловлювалася згода місії на те, що переговори з Польською республікою вестимуться на основі визнання кордону між обома державами по р. Збруч (притока Дністра), а далі – через північно-західну Волинь. У результаті УНР зазнала значних політичних, економічних та територіальних втрат. Згода місії на ведення переговорів за визначеними вище умовами фактично означала втрату УНР контролю над Східною Галичиною.
Декларація гарантувала забезпечення прав громадян польської національності в УНР за умов забезпечення прав громадян української національності в Польській республіці. Земельна справа віддавалася на розгляд майбутнього парламенту України. А до того становище землевласників-поляків обумовлювалося спеціальною угодою, яка давала їм змогу вертатися у свої маєтки на Правобережній Україні. Були визначені умови розташування й утримання військових частин української армії, державних установ та окремих громадян на території Польської республіки.
Низка положень декларації суперечила настановам, які місія отримала у вересні від уряду УНР. Тому документ тримали в таємниці, але й скупі повідомлення про його зміст, що з'явилися в пресі, викликали різко негативну реакцію в українських колах. На основі декларації було укладено Варшавський договір 1920 і військову конвенцію між Польською республікою та УНР.